# Moggill
Moggill är en del av en befolkad plats i Australien. Den ligger i kommunen Brisbane och delstaten Queensland, omkring 20 kilometer sydväst om delstatshuvudstaden Brisbane. Antalet invånare är 2 145.
Runt Moggill är det tätbefolkat, med 286 invånare per kvadratkilometer.. Närmaste större samhälle är Ipswich, omkring 10 kilometer väster om Moggill. 
I omgivningarna runt Moggill växer huvudsakligen savannskog. Genomsnittlig årsnederbörd är 1 252 millimeter. Den regnigaste månaden är januari, med i genomsnitt 248 mm nederbörd, och den torraste är oktober, med 34 mm nederbörd.